# Han Berger
Han Berger (Utrecht, 17 giugno 1950) è un allenatore di calcio olandese.
Ha trascorso la maggior parte della carriera da tecnico in patria, allenando soprattutto squadre in seconda divisione olandese. Nel 2004 tenta l'esperienza in Giappone, dopo aver guidato anche i Paesi Bassi U-21 all'Europeo di categoria del 2000. Nel 2010 è CT ad interim della selezione maggiore australiana. Tra il 2000 e il 2003 è il direttore tecnico dell'Utrecht. Svolge lo stesso incarico al De Graafschap dall'aprile 2005 al dicembre 2008. Dal gennaio 2009 al 2014 è direttore tecnico della nazionale australiana.